# Джонсон, Рэй Уильям
Рэ́й Уи́льям Джо́нсон (англ. Ray William Johnson; род. 14 августа 1981, Оклахома-Сити, США) —  комедийный видеоблогер и музыкант из Нью-Йорка, получивший огромную популярность благодаря его мини-шоу «=3» (англ. Equals three, рус. равняется трём), которое публиковалось на YouTube, на пике популярности имел более 10 миллионов подписчиков и более 3 миллиардов просмотров. В своих видео автор рассматривал различные популярные вирусные ролики и мемы, найденные на просторах интернета, и высказывал своё мнение по поводу их содержания. Своими саркастичными и ироничными комментариями к видео Рэй приобрёл статус суперзвезды YouTube, набрав миллионы просмотров и задав некоторые новые тренды мемов.
Иногда Рэй сочиняет собственные песни и выпускает анимационные видео в своих выпусках; в создании этих «мультиков» ему помогают члены его группы.

## Биография
Рэй родился в августе 1981 года в городе Оклахома-Сити, штат Оклахома, США.
Окончил в 1999 году среднюю школу города Норман, после чего он отправился в Колумбийский университет изучать историю, чтобы получить диплом юриста.

## Карьера
Во время обучения в Колумбийском университете Рэй Уильям Джонсон заинтересовался YouTube, как просмотром чужих видео, так и созданием собственных. Тогда он обратил внимание, что большинство пользователей приходят на YouTube для просмотра вирусных видео или каналов своих любимых видеоблогеров. Это стало для него предпосылкой к созданию его первого шоу Equals Three, сочетающего в себе видеоблог и показ «вирусных» видео.

### Канал Equals Three
На YouTube-канале Equals Three (пишется «=3») Рэй Уильям Джонсон показывал, комментировал и критиковал новые «вирусные» видео. Новые выпуски шоу, как правило, выходят один раз в неделю (по вторникам). В своём шоу Джонсон взаимодействовал с аудиторией, задавая в конце шоу «вопрос дня» (англ. comment question of the day) и публикуя пять лучших ответов на предыдущий вопрос. Было и так, что в конце выпуска Рэй просил оставить свой Skype, после чего звонил пользователю и в конце выпуска показывал записанный разговор. Канал Equals Three долгое время являлся лидером по числу подписчиков на YouTube, имея более 10 миллионов подписчиков, что позволило каналу войти в Книгу рекордов Гиннесса, в январе 2013 года его сместил на второе место комедийный дуэт Smosh. Новые выпуски шоу, как правило, просматриваются более миллиона раз в течение первой недели и часто появляются на главной странице YouTube. Аккаунт Рэя был заблокирован за многочисленные нарушения 3 декабря 2011 года в 15:00. Однако в 18:15 MSK канал был разблокирован. 30 декабря 2013 года в микроблоге Twitter Рэй заявил, что собирается закрыть «=3» в 2014 году. 12 марта 2014 года вышел последний выпуск шоу с Рэем в качестве ведущего. Создатель канала объявил о двухмесячном перерыве в связи с кастингом на роль нового ведущего. В случае, если победитель кастинга не понравится зрителям, шоу закроется. 16 июля был представлен новый ведущий — Робби Мотц, который получил поддержку зрителей, и шоу продолжило выходить с его участием. 22 июля 2015 года Робби объявил об уходе из шоу. С 28 июля по 27 ноября шоу вела Каджа Мартин. С 4 декабря 2015 ведущий — комик Карлос Сантос.
Последний эпизод шоу был опубликован 13 мая 2016 года.

### Your Favorite Martian
В январе 2011 года Джонсон запустил совместный канал на YouTube под названием «YourFavoriteMartian», на котором он стал размещать анимированные музыкальные комедийные ролики. Песни в виртуальной группе исполняют 4 вымышленных персонажа — PuffPuff Humbert (вокалист, озвучивается Джонсоном), DeeJay (Диджей), Axel Chains (барабанщик) и Benatar (вокал, гитара/клавитара). Джонсон сам пишет музыку, тексты, речитативы, ударные партии, иногда сотрудничает с другими музыкантами. В настоящий момент на счету Your Favorite Martian 32 оригинальные песни, 1 ремикс и 8 каверов.
В ноябре 2012 года этот проект закрылся. Но 1 ноября 2021 года канал возобновил свою деятельность.
1 июня 2022 года вышла новая песня, проект возобновил работу, выпустив Orphan Tears Part 2, запустив 'Второе Поколение' YFM’а.

### Breaking
BreakingNYC — бывший личный видеоблог (или влог) Рэя Уильяма Джонсона, открытый ещё в 2009 году, где он рассказывал о своей повседневной жизни в тот период, когда жил в Нью-Йорке. Тогда он выкладывал новые видео почти каждый день. После почти годичного перерыва Джонсон возобновил ведение блога, выкладывая видео в аналогичном формате, но более высокого качества. Новый сезон получил название Breaking Los Angeles and the Adventures of Puff Puff, видео стали появляться в блоге каждую пятницу, действие уже происходило в Лос-Анджелесе. Во втором сезоне часто появлялись различные известные люди, в том числе рэперы Wax, Hoodie Allen и Dumbfoundead, поэт Джордж Ватски, комик Габриэль Иглесиас и актёр/режиссёр Бобкэт Голдтуэйт. После того, как Джонсон взял трехмесячный перерыв в создании видео для канала, вышел в свет третий сезон Breaking Los Angeles (названный Breaking: Season 3), премьера которого состоялась 14 декабря 2011 года.

###### The Upside Downs
The Upside Downs довольно похож на YFM, но песни рассказывают об отрицательных веществ, из-за чего группа и получила такое название. Она состоит из трёх вымышленных персонажей, Eggward (Эгвард, ведущий вокалист, озвучивается Джонсоном), Stevi the Demon (Стэви-демоница, вокалистка/гитаристка) и DOS (ДОС, тёрнтэйблист). Данная группа была создана в 2020 году и всё ещё продолжает выпускать видео.

## Личная жизнь
Несколько лет встречался с видеоблогером и режиссёром Анной Аканой, но в мае 2014 года пара рассталась.